# Cephalon

Le tre sezioni principali del corpo di un trilobite

Il cephalon o cefalo o semplicemente capo è la parte anteriore del corpo di ogni artropode.
Il cephalon è un tagma, ossia uno dei segmenti differenziati che costituiscono il corpo.
Nei trilobiti, il cephalon è a sua volta diviso in:
- Cranidium, parte centrale del cephalon, formato da glabella (porzione rilevata centrale) e guance fisse (fixigenae).
- Librigenae o guance mobili, separate dal cranidium dalla sutura facciale.

All'opposto, in alcuni artropodi il capo è saldato al torace per formare una struttura unica, il cefalotorace.

## Appendici pari

In questo schema dell'anatomia di un crostaceo, si riconoscono le 5 coppie di appendici del capo di un crostaceo: antennule, antenne, mandibole, mascelle (x2)

Il cephalon porta tipicamente una serie di appendici pari, tra le quali le antenne.